# Pseudovermilia conchata
Pseudovermilia conchata är en ringmaskart som beskrevs av ten Hove 1975. Pseudovermilia conchata ingår i släktet Pseudovermilia och familjen Serpulidae. Inga underarter finns listade i Catalogue of Life.